# Chepkoya
Chepkoya is een dorp vlak bij Kapsakwony in het district Bungoma gelegen in de Keniaanse provincie Magharibi (Western). In het dorp wonen veel boeren. Volgens de telling uit 2009 had dit dorp 2134 inwoners.

## Geboren
- Titus Kwemoi, langeafstandsloper
- Andrew Masai, langeafstandsloper
- Edith Masai (1967) langeafstandsloopster
- Gilbert Masai, langeafstandsloper